# Hrihori Skovorodà
Hrihori Skovorodà (ucraïnès: Сковорода Григорій Савич)  (Txornukhi, 22 de novembre de 1722 (Julià) - Skovorodínivka, 9 de novembre de 1794), nom complet amb patronímic Hrihorii Sàvitx Skorovodà (ucraïnès: Григорій Савич Сковорода; llatí: Gregorius Sabbae filius Skovoroda), fou un destacat filòsof místic ucraïnès, també poeta, pedagog, traductor i possiblement compositor de música litúrgica. Va tenir una influència significativa en els seus contemporanis i generacions posteriors amb les seves faules, cançons, poemes i obres filosòfiques, així com per la seva forma de vida, per la qual cosa fou anomenat el "Sòcrates ucraïnès". L'obra de Skovorodà va contribuir al patrimoni cultural de la Ucraïna i Rússia modernes, motiu pel qual cosa ambdós països el reclamen com a seu.

## Biografia
El seu pare, Sava, era un minifundista cosac i, segons alguns historiadors era també un sacerdot de poble. La seva mare, Pelàhia, era filla d'un tàtar de Crimea, Stepan Xanguiréviev,la família de la qual s'havia convertit a l'ortodòxia al segle anterior i havia combatut de pares a fills a les files cosaques del regiment de Kàniv. Segons una certa tradició, Skovoroda hauria estudiat entre la tardor de 1738 i l'estiu de 1741 a l'Universitat Nacional Acadèmia Mohila de Kíiv (la llengua bàsica d'instrucció era el llatí, amb cursos religiosos en eslau eclesiàstic i alguns cursos en polonès), no obstant això, no trobem cap rastre del seu nom en els registres, però alguns historiadors (especialment des del 1902) afirmen que hi hauria fet cursos segons alguns testimonis. En qualsevol cas, no acabà la seva educació. Hrihori Skovorodà parteix després de la mort del seu pare per a la jove capital de l'Imperi a Sant Petersburg amb un oncle matern, un ric propietari. Va arribar allà al desembre de 1742.
Va continuar els seus estudis i es va convertir en xantre de la Cort (és l'època del regnat d'Elisabet I) on rep 25 rubles a l'any. El seu germà Stepan va anar a estudiar a Polònia.
En 1744, va tornar a Kíiv i després hauria viatjat a Polònia i Hongria, fins a Viena. Va tornar a Kíev el 1750. Va ensenyar al Col·legi de Pereiàslav (fou acomiadat el 1754, després d'haver manifestat diversos desacords amb el bisbe) i el de Khàrkiv, abans que les persecucions de les autoritats eclesiàstiques i seculars l'obliguessin a abandonar l'ensenyament i convertir-se en preceptor del fill de la família Tomara (futur diplomàtic). Va desenvolupar una filosofia original, centrada en la teoria dels tres mons: un macrocosmos (l'univers) i dos microcosmos (l'home i el món simbòlic de la Bíblia). Segons Skovorodà, una de les bases de la felicitat humana és la seva activitat creativa.
Durant aquests anys Skovorodà es va decidir per una vida itinerant com a pelegrí. Va viatjar a Moscou i a peu a través de tot Ucraïna Slobodà. Va refusar una oferta per entrar com a monjo al Conjunt monàstic de Kíevo-Petxersk el 1764 i es va quedar amb la seva vida com A filòsof itinerant. La majoria de les seves obres escrites provenen d'aquest període, incloent El jardí de les cançons divines, ucraïnès: Сад божественних пісень i La porta d'entrada a la bondat cristiana, ucraïnès: Начальная дверь ко христіанскому добронравію. El 1776 Skovorodà va escriure a Vorónej té el seu famós llibre Silenus Alcibiadis, és a dir La icona d'Alcibíades, ucraïnès: Икона Алкивиадская, que va dedicar al seu amic Stepan Ivànovitx Teviàxov.
La filosofia d'Skovorodà es va veure influenciada pels neoplatònics, l'estoïcisme i el misticisme; va tractar principalment de temes bíblics, però va romandre independent de les denominacions individuals o de les religions. A més de la seva activitat literària com a escriptor d'obres filosòfiques, va tocar diversos instruments i va compondre peces de música. El 1781 Skovorodà va visitar Mikhaïl Kovalinski a Taganrog.
En l'últim any de vida (1794) Skovorodà es trobava a Oriol i Kursk. Va morir a Ivànovka, a la granja de Kovalevski; el seu epitafi, escrit per ell mateix, fou: El món em va empaitar, però mai no em va enxampar, ucraïnès: Світ ловив мене, та не спіймав. Cap de les seves obres no es va publicar en vida de l'autor, ja que la censura llavors les trobava "contràries a les Sagrades Escriptures i ofensives envers el monaquisme"
L'asteroide (2431) Skovoroda del cinturó d'asteroides rep aquest nom en honor seu.

## Llengua

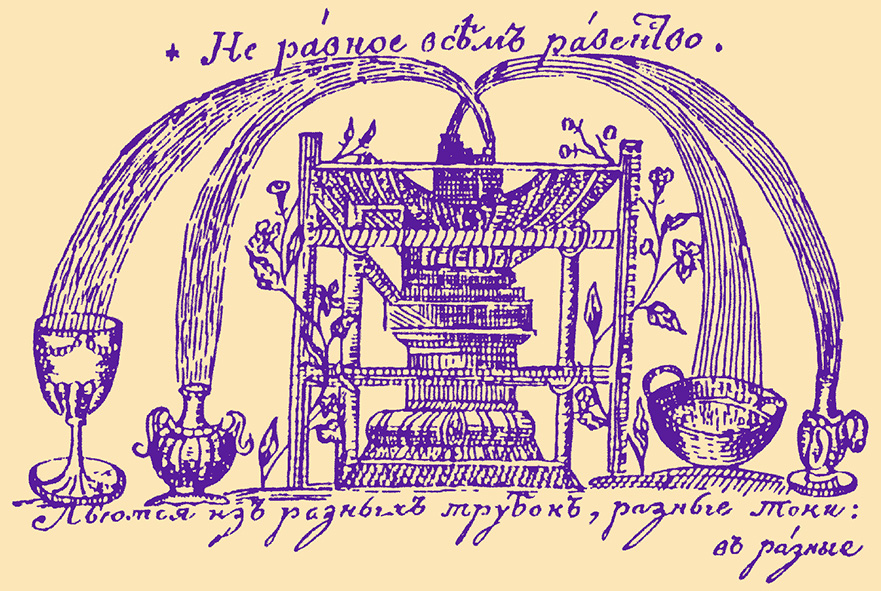
Imatge del concepte de Skovoradà "Font d'equitat no igual"

El llenguatge de les obres de Skovorodà representa un camp problemàtic, que afecta qüestions de caràcter filològic i filosòfic. L'especificitat de la llengua de Skovorodà ja fou assenyalada pel seu deixeble Kovalenski. Així, M. I. Kovalenski va afirmar que Skovorodà escrivia "en rus, llatí i hel·lènic", tot i que de vegades usava "petit dialecte rus". George Shevelov (Iuri Volodímirovitx Xeveliov, originalment Schneider), conegut lingüista ucraïnès, després de realitzar una anàlisi filològica de diverses obres clau de Hrihori Skovorodà, va arribar a la conclusió que la llengua que usava en Skovorodà a les seves obres, creada sobre un substrat de l'ucraïnès, era una varietat lingüística del rus diferent de la llengua literària de Moscou i Sant Petersburg. De fet, Skovorodà utilitzava una forma de llengua escrita que es diferenciava fins a cert punt de l'ucraïnès vernacle. Com a erudit, estudiava en una institució religiosa que depenia en gran manera de diverses formes de la llengua eslava eclesiàstica, tot i que el fonament de la seva llengua escrita era l'ucraïnès de la zona.
Se sap també que Skovorodà parlava i escrivia en grec, llatí, alemany i hebreu. La seva poesia (en ucraïnès) ha estat analitzada per elements lingüístics d'altres idiomes. Després d'un profund estudi de les obres escrites d'en Skovorodà, en George Shevelov va poder deduir que, a més d'elements de l'ucraïnès, contenia un 7,8% de vocabulari rus, un 7,7% no eslau i un 27,6% d'eslau eclesiàstic. i la variant d'aquest últim utilitzada fou la que s'empra en la Bíblia sinodinal de 1751. La prosa de Skovorodà, però, tenia un contingut més alt de vocabulari no ucraïnès: el 36,7% eslau eclesiàstic, el 4,7% altres llengües europees no eslaves i el 9,7% de rus.
Després d'una profunda anàlisi del llenguatge de Skovorodà, George Shevelov va arribar a la conclusió que l'alta incidència d'eslau eclesiàstic i l'aparició de paraules russes reflecteixen el cercle de persones amb les quals Skovorodà es va associar principalment i de qui era materialment dependent. - i no els vilatans i el llenguatge del poble que coneixia i parlava.
George Shevelov conclou: "En resum, la llengua de Skovorodà, menys les seves moltes característiques bíbliques i eclesiàstiques, polítiques i personals, és, en els seus fonaments, la varietat slobojànxina del rus estàndard com la que utilitzava la gent amb estudis".
De la mateixa manera, Dan Chopyk descriu les característiques del llenguatge escrit de les faules de Skovoroda com a mixtes: "Les seves faules, escrites en una barreja de rus, ucraïnès i eslau eclesiàstic, eren, segons Gorki i Tolstoi, molt eficaces i, a jutjar pel nombre de còpies existents, eren igualment estimades per la gent comú i els plebeus".

## Obres
Inclouen una trentena de poemes de la col·lecció El jardí de les cançons divines, ucraïnès: Сад божественних пісень i el cicle de les Faules de Khàrkov rus: Басни Харьковскія, una col·lecció de 30 rondalles escrites per Skovorodà a finals dels anys 1760 - 1770. El poema de Skovorodà Cada ciutat té els seus costums i lleis, ucraïnès: Всякому місту — звичай і права, en el qual es condemna el vici i s'exalta la virtut, va ser un gran èxit. Segons Skovorodà, qualsevol persona que visqui observant els preceptes de la moral cristiana no té res a témer, ni tan sols la mort. En un altre cant, insta els homes a perfeccionar-se, a centrar-se en la vida espiritual:
| « | Deixa les esferes copernicanes, Explora les profunditats del cor | » |

En una altra obra glorifica Crist
| « | dolç, bo, misericordiós | » |

 i fa una crida a imitar-lo.
Amb les seves faules (els temes de les quals de vegades són manllevats d'Isop), Skovorodà fou el creador d'aquest gènere a la literatura ucraïnesa. També és conegut per les seves traduccions del llatí d'obres d'Ovidi, Virgili i Horaci.
Va poder llegir diferents literatures religioses en llengua alemanya i, possiblement, estava molt influenciat pel pietisme alemany. Educat en un esperit filosòfic i religiós, es va convertir en un oponent de l'escolàstica de l'església i del domini espiritual de l'Església Ortodoxa.
| « | Per conèixer Déu, cal conèixer-se a si mateix. Llevat que una persona conegui Déu en si mateix, no cal que el cerqui al món (...) Creure en Déu no significa creure en la seva existència i, per tant, lliurar-s'hi i viure segons la seva llei (...) La santedat de la vida rau en fer el bé a la gent. | » |

Skovorodà ensenyava que "tota obra és beneïda per Déu", però la distribució de la riquesa fora del cercle de Déu la denominava pecat imperdonable. Skovorodà deia que l'única tasca de la filosofia era buscar la veritat i perseguir-la. Però en termes de vida humana, aquest objectiu és inassolible i la felicitat humana resideix en que tot ha de trobar la veritat. Aquest objectiu pot anar en direccions diferents i la intolerància de les persones que pensen de manera diferent no té cap justificació. De la mateixa manera, la intolerància religiosa no troba justificació per a la veritat eterna revelada al món de diferents formes. En relació amb ell mateix, era completament intransigent i, com a resultat, aconseguia una completa harmonia entre el seu ensenyament i la seva vida. Era molt amable i atent en relació amb els altres.

## Traduccions
- Ода (Jesuitae Sidronii Hosii)
- Цицерон. О старости (Ciceró, Sobre la vellesa)
- Книжечка Плутархова о спокойствии души (Llibre de Plutarc sobre la tranquil·litat de l'ànima)

## Aforismes
Skovorodà en la seva obra utilitza molts aforismes que contenen una visió profunda i generalitzada:
- Не все те отрута, що неприємне на смак. / No tot verí es desagradable al gust
- Бери вершину і матимеш середину. / Agafeu la part superior i tindreu un punt mitjà
- З усіх утрат втрата часу найтяжча. / La pèrdua de temps és la pitjor de totes les pèrdues
- Визначай смак не по шкарлупі, а по ядру. / Definiu el gust no a la closca, sinó al nucli
- Тоді лише пізнається цінність часу, коли він утрачений. / Només es reconeix el valor del temps quan es perd
- Не за обличчя судіть, а за серце. / No jutgis la cara, sinó el cor
- Добрий розум робить легким будь-який спосіб життя. / Una bona ment fa que qualsevol forma de vida sigui fàcil
- Найкраща помилка та, яку допускають при навчанні. / El millor error és el que es permet durant l'aprenentatge
- Людська душа і друг, безсумнівно, цінніші за все. / L'ànima humana i l'amic són, sens dubte, allò més preuat
- З видимого пізнавай невидиме. / D'allò visible la cognició és invisible
- Як нерозумно випрошувати те, чого можеш сам досягти / No és prudent preguntar-te què pots aconseguir tu mateix
- Все минає, але любов після всього зостається. / Tot desapareix, però l'amor es manté.
- Немає нічого небезпечнішого за підступного ворога, але немає нічого отруйнішого від удаваного друга. / No hi ha res més perillós que un enemic insidiós, però no hi ha res més tòxic que un fals amic
- Любов виникає з любові; коли хочу, щоб мене любили, я сам перший люблю. / L'amor ve de l'amor. Quan vull ser estimat, m'estimo a mi primer
- Не той дурний, хто не знає... але той, хто знати не хоче. / No és tan estúpid aquell que no sap com aquell que no vol saber
- Демон проти демона не свідчить, вовк вовчого м'яса не їсть. / El dimoni contra el dimoni no es mostra, el llop de carn de llop no en menja
- Щасливий, хто мав змогу знайти щасливе життя. Але щасливіший той, хто вміє ним користуватись. / Feliç aquell que és capaç de trobar una vida feliç. Però més feliç aquell que sap com utilitzar-la